# ロスト・ティーンエイジャー
ロスト・ティーンエイジャー (原題:The hollow) は、ヴィト・ヴィスコミによって製作されたカナダのアドベンチャー ミステリー テレビアニメ。
シリーズは2018年6月8日にNetflixで初公開された。 2020年5月8日にはシーズン2が独占配信されたが、同年の8月31日に突如打ち切りとなった。

## 概要
本作は、主人公のティーンエイジャー3人(アダム、ミラ、カイ)が謎と魔法で満ちた世界で彷徨い、元の世界への帰還を目指すSFミステリーアドベンチャーである。退廃的な世界観やシリアスなストーリー展開が繰り広げられる一方、コメディー要素も所々に散りばめられており、子どもでも楽しんで視聴することができる。また、主要キャラクター達の間で激しく入り混じる友情や恋愛も本作の見どころである。
Slap happy cartoons社によって制作され、ヴィト・ヴィスコミ(Vito Viscomi)が監督した。
また、アカデミー賞ノミネートを獲得し、アニー賞受賞歴をもつアニメーター、ロバート・バレー (Robert Valley) がキャラクターデザインを担当した。
一時期、本作のグッズ販売サイト「TheHollowStore」がweb上で公開されていたが、2020年8月31日の打ち切りを受け9月末に閉店となった。

## あらすじ
記憶を失ったアダム、ミラ、カイの3人のティーンエイジャーが、目を覚ますと窓も扉もない部屋にいた。自分のことを思い出す唯一の手掛かりは、ポケットの中の自分の名前が書かれた小さな紙切れだけ。なんとか地下室から脱出するも、目の前には深く薄暗い森が広がる。3人はそれぞれに与えられたスーパーパワーを駆使し、自分が何者なのか、どうやって家に帰るのかを探し求める冒険の旅に出た。

## キャラクター

### アダム/Adam
声-Adrian Petriw
日本語吹き替え-岡野友佑
実写-peter Bundic
主人公の一人。ヒスパニック系の少年。16歳。怪力と卓越した運動神経を持つ。チームのリーダーとしての役割を担う。イライラしやすい性格で、チームメイトのカイ(Kai)や元チームメイトであったリーブ(Reeve)としばしば意見が衝突する。シーズン2では、自室に飾られた虹の旗やエピソード3での告白からゲイである事が明らかになった。8歳の時にミラ(Mira)と出会い今では親友となっているが、スキートとミラが知り合いであったことは本編で明かされるまで知らなかった様子。専業主婦の母と教師の父を持ち、犬のパドルス(Paddles)を飼っている。小学生の時には、クラスメイト3人からいじめを受けていた。

### ミラ/Mira
声-Ashleigh Ball
日本語吹き替え-三木美
実写-Lana Jalissa
主人公の一人。アジア系の少女。15歳。パズルが得意で、動物と会話する能力と、水中で人魚のように泳ぐ能力を持つ。シーズン2では、2人の父親であるカーティス(Curtis)とポール(Paul)の元で兄弟のマイルズ(Miles)と共に養子として生活している様子が描かれる。7歳の時にアダムと出会い現在は親友の仲である。また、ライバルチームのスキート(Skeet)とは幼稚園の頃からの知り合いで、「ミーアキャット(Miracat)」というあだ名を付けられた。作中でベジタリアンである事が何度か言及されている。

### カイ/Kai
声-Connor Parnall
日本語吹き替え-小林大紀
実写-Karrison Houde
主人公の一人。白人の少年。14歳。機械に関しての天才で、火を操る能力を持つ。衝動的な性格で、冗談を言うのが好き。シーズン2では、ミラの兄弟のマイルズと友人であることや、非常に裕福な家庭であることが明らかとなった。両親は彼に興味が無い上、頻繁に喧嘩をしておりエピソード6ではアダムとリーブの言い争いが始まった際に、昔精神性ストレスから胃潰瘍が出来た事があると話していた。彼の両者に代わり、執事のデイビス(Davis)が日常の世話をしている。また現在のチーム (アダム、ミラ、カイ) へは、チームを去ったリーブ(Reeve)の分の人数の埋め合わせとして選ばれていたことも作中で言及される。

### ヴァネッサ/Vanessa
声-Diana Kaarina
日本語吹き替え-三重野帆貴
実写-Destiny Millens
シーズン1ではライバル、シーズン2では主人公の一人。白人の少女。15歳。空を飛ぶ能力を持つ。狡猾な性格で、シーズン1の後半では彼女の巧妙な計画が主人公3人を惑わせた。シーズン2では、打って変わって内向的な性格になる。また、両親からゲームは時間の無駄だと言われており、満足に練習が出来ないと憂いていた。

### リーブ/Reeve
声-Alex Barima
日本語吹き替え-藤巻大悟
実写-Abdoul Diallo
シーズン1ではライバル、シーズン2では主人公の一人。黒人の少年。16歳。念力で物を動かす能力を持つ。かつてアダム、ミラとチームを組んでいたが、意見の相違から険悪な関係になり、チームを抜けたことがシーズン2で明らかになる。現在はヴァネッサ、スキートとチームを組んでいる。

### スキート/Skeet
声-Jesse Moss
日本語吹き替え-関口雄吾
実写-Chase Dallas Carey
シーズン1ではライバル、シーズン2では主人公の一人。白人の少年。15歳。超高速で走る能力を持つ。マイペースで、シーズン1においてはライバルチームの一人であったにも関わらず、ほとんど悪意を見せなかった。「スキート(Skeet)」は、ミラによって付けられたあだ名で、本名はバーナード(Bernard)。彼の母の作るベジタブルラザニアが絶品だとミラに言われている。シーズン2では、元の世界に帰るため何度もゲームオーバーになろうと自殺を図った。

### 謎の男/The Weird Guy(Weirdy)
声-Mark Hildreth
日本語吹き替え-藤巻大悟
実写-Mark Hildreth
本名はグスタフ(Gustaf)。「助けて下さい」というフレーズを言うと現れる謎の男。呼び出すと、ポータルでその場の危機から助け出してくれるが、大抵飛ばされた先の方が危険度が高い。またポータルを潜る度に体力が奪われていく上、使える回数の上限がある。死神(Death)と仲が良い。シーズン1の最終話では、ゲーム「the hollow」の大会を取り仕切るホストとしての役割を担っていたことが判明する。また、シーズン2では主人公一行に真実を伝え、安全を確保するために働き掛けてくれる。

### ニーシャ/Nisha
声-Kazumi Evans
日本語吹き替え-石川藍
シーズン2で登場した新たなライバルチームの1人。カイと同じく、火を操る能力を持つ。チームのリーダーとしての役割を担う。

### タイラー/Tyler
声-Sam Vincent
日本語吹き替え-
シーズン2で登場した新たなライバルチームの1人。天気を操る能力を持つ。ツナが嫌い。

### アイリス/Iris
声-Khamisa Wilsher
日本語吹き替え-
シーズン2で登場した新たなライバルチームの1人。一瞬で体を巨大化させる能力を持つ。普段は臆病な性格だが、巨大化した状態では態度も大きくなる。

### 話す木/The Tree
声-Nicole Oliver
日本語吹き替え-
シーズン1で登場。アイアウント一族(Iron Tree)の生き残り。幹の中心に顔があり、話すことが出来る。アクーマ(Akuma)によって奪われた枝を取り返して来る代わりに、主人公達が元の世界へ帰れるよう手伝うと言う。また彼女の腕力は非常に強く、投げられると隣のエリアまで移動することができる。

### アクーマ/Akuma
声-
日本語吹き替え-
両シーズンにて登場するが、キャラクターとしての立ち位置は異なる。シーズン1では、話す木から奪った枝からゲームのキーアイテムであるイシボ(Ishibo)を作り、強力な武器として保持していた。空中に浮かぶ島で、魔物の僧侶(Demon monks)やカツロ(Katsuro)と共に主人公一行を待ち構えている。エピソード5「イシボを追って」では、アダムと戦闘し討伐される。シーズン2では、「ポータルを選べ(Pick a Portal)」という、テレビ番組を模したようなミニゲームのホストとして登場し、主人公達を動揺させる。

### 死神/Death
声-Brian Drummond
日本語吹き替え-
両シーズンにて登場するが、キャラクターとしての立ち位置は異なる。シーズン1では、砂漠のエリアでヨハネの黙示録(疫病、飢饉、戦争)と共に生活している様子が描かれる。主人公一行が砂漠の気候に疲弊し助けを求めると、シナモンスコーンとミントアイスティーをごちそうしてくれた。ジーパーズ()という白い馬を溺愛しているが、登場時には病気で衰弱しており主人公達に彼を助けるよう取引を持ち掛けた。謎の男(The Weird Guy)とは親しく、よくシナモンスコーンを提供していることがうかがえる。

## エピソード

### シーズン1(2018)
- エピソード1「出口のない部屋」
- エピソード2「灼熱の砂漠」
- エピソード3「ヨハネの黙示録」
- エピソード4「灯台からのSOS」
- エピソード5「イシボを追って」
- エピソード6「ゾンビの眠る町」
- エピソード7「なぞなぞ」
- エピソード8「冷たくて熱いバトル」
- エピソード9「クモの島」
- エピソード10「コルラスの正体」

### シーズン2(2020)
- エピソード1「帰宅」
- エピソード2「ホロー・ゲーム社」
- エピソード3「ふたたびゲームの中へ」
- エピソード4「パズルの世界」
- エピソード5「錬金術師」
- エピソード6「終点へ」
- エピソード7「危ういバランス」
- エピソード8「牙」
- エピソード9「もえさかる火」
- エピソード10「レースの行方」

### 評価
Rotten Tomatoesでは100%、IMDbでは10点満点中7.2点、Common Sence Mediaでは5点満点中4点の高評価を獲得しており、中々の好評であることが分かる。